# Kościół Chrystusa Króla w Warszawie
Kościół Chrystusa Króla w Warszawie – rzymskokatolicki kościół parafialny należący do parafii pod tym samym wezwaniem (dekanat praski diecezji warszawsko-praskiej). Znajduje się w warszawskiej dzielnicy Targówek.

## Opis
Prace budowlane rozpoczęły się w 1933 roku dzięki staraniom księdza Jana Golędzinowskiego; zostały zakończone w 1954 roku przez księdza Franciszka Duczyńskiego, oficjała Sądu Metropolitalnego. Pierwsze plany zostały wykonane przez Bronisława Colonnę-Czosnowskiego, po zakończeniu II wojny światowej zostały zmienione przez architekta Stanisława Koziejewskiego.
W transepcie świątyni znajdują się dwa ołtarze boczne: po lewej stronie z obrazem Jezusa Miłosiernego oraz Matki Bożej Nieustającej Pomocy, po prawej – z kopią obrazu Matki Bożej Częstochowskiej, otaczanym szczególnym kultem przez parafian od początku istnienia parafii. Obraz ten został ukoronowany w 2001 roku, w Jubileusz 70-lecia parafii, przez biskupa diecezji warszawsko-praskiej Kazimierza Romaniuka. W ołtarzu głównym umieszczona jest figura Chrystusa Króla oraz dwie płaskorzeźby autorstwa Henryka Tarkowskiego, przedstawiające Polskę zrywającą kajdany niewoli.
W 2007 roku świątynia wzbogaciła się o dwie nowe kaplice: chrzcielną oraz kaplicę Cudu nad Wisłą (jest to mozaika z wizerunkiem Matki Bożej Zwycięskiej miażdżącej głowę węża, patronki Bitwy Warszawskiej oraz diecezji warszawsko-praskiej, znajduje się w niej również urna z prochami żołnierzy poległych w 1920 roku).
W sierpniu 2011 roku pożar strawił niemal doszczętnie dach świątyni, natomiast ogień i akcja gaśnicza spowodowały wiele zniszczeń również we wnętrzu kościoła.
W kościele znajdują się dwa obrazy Michaela Willmanna z XVII wieku: Męczeństwo św. Jana i Chrystus na krzyżu.